# カルティニ
ラデン・アジェン・カルティニ（Raden Adjeng Kartini、1879年4月21日 - 1904年9月17日）は、オランダ領東インド（現在のインドネシア）出身の女性。インドネシアにおいては「民族覚醒の母」や「女性解放の先駆者」であるとされており、1964年にはインドネシア国家英雄の称号を与えられた。
ジャワ人の県知事の家に生まれたカルティニはヨーロッパ人の小学校を卒業したのち、当時のジャワの慣習であるピンギタンに従って家に閉じ込められた。それが開けると、彼女はオランダ留学や女子学校の設立を目指し、オランダ領東インド政府の教育省長官やオランダ本国の国会議員などと交流した。彼女は当時の慣習であった一夫多妻制に反対し、結婚を避けていたが周囲に押し切られて24歳の時にレンバン県の知事と結婚し、レンバンに移住した。レンバンにおいて彼女は出産による産褥熱によって25歳で死去した。死後、1911年に彼女の書簡集がオランダで出版されると、これがベストセラーになり、売り上げによってジャワの各地に「カルティニ学校」と名付けられた女子学校が設立された。

## 名前
当時のジャワ人は姓を持っておらず、カルティニという名の前につけられているラデン・アジェンは未婚の貴族女性であることを示す称号である。彼女は1903年に結婚で称号がラデン・アユ・アディパティ・アリオ・ジョヨアディニングラットとなったが、歴史上の取り扱いでは出生時の呼称であるラデン・アジェン・カルティニが用いられている。
カルティニは20歳のとき、文通相手であるオランダ人女性のエステレ・ゼーハンデラールに宛てた手紙の中で「私をカルティニとだけ呼んでください (Noem mij maar Kartini) 」と記している。この理由について小林 (2018)は、ラディン・アジェンといった貴族の称号を避けて名前だけで呼び合いたかったためであると推測している。

## 生涯

### 誕生と出自

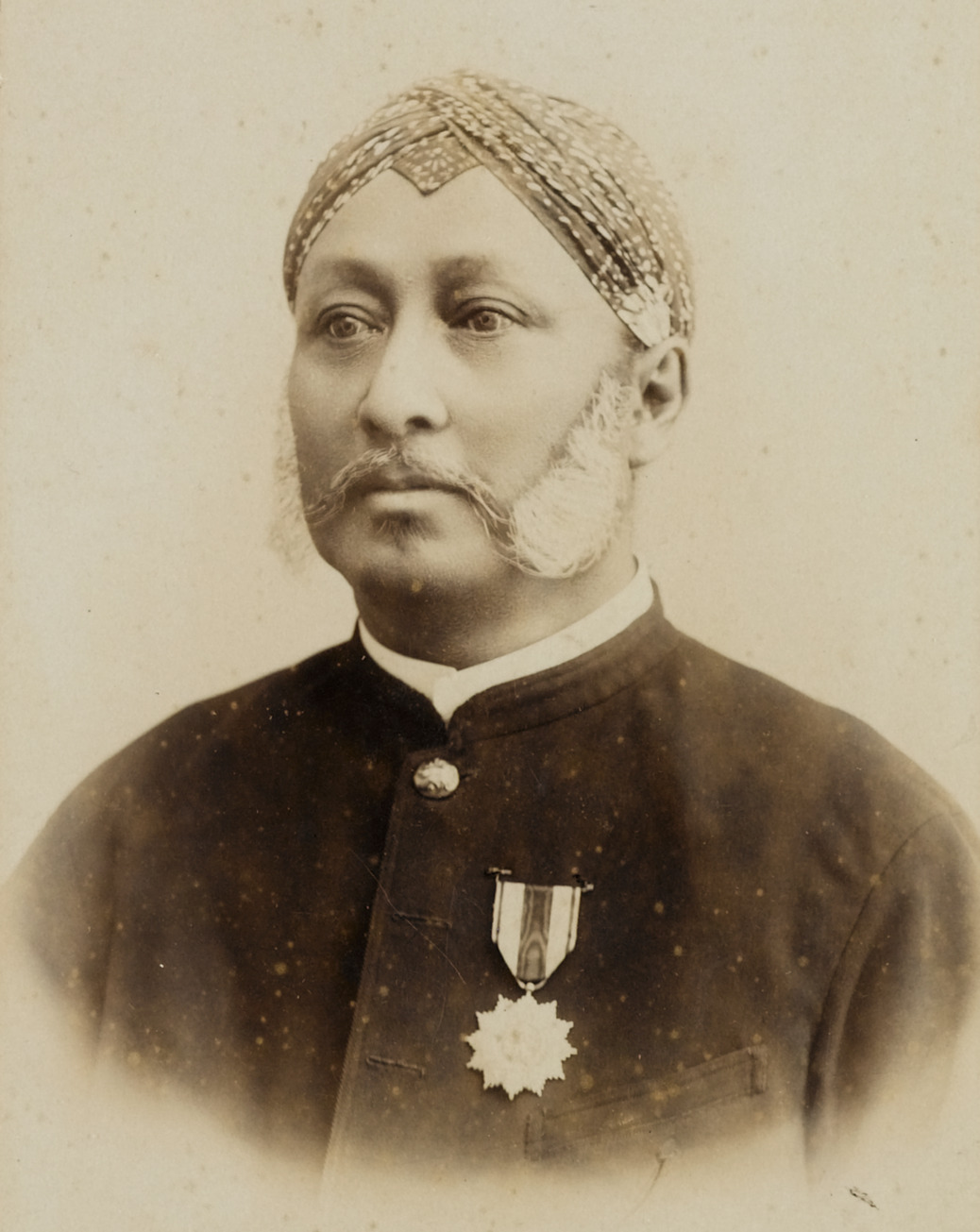
カルティニの父であるソスロニングラット

カルティニは、1879年4月21日（ジャワ暦1808年4月28日）に中部ジャワの北部に位置するジュパラ県のマヨン郡において、ジュパラ県マヨン郡の郡長を務めていたラデン・マス・アディパティ・ソスロニングラットを父として、彼の副妻であるンガシラを母として、11人きょうだいの5人目として誕生した。ンガシラはソスロニングラットの最初の妻であったが、彼女は貴族夫人の称号であるラデン・アユにふさわしい出自ではなかったため、彼の2人目の妻が正妻であった。
ジュパラはジャワ島のムルヤ半島に位置している。かつては商港として栄えており、ジャワで最初のイスラーム王国であるドゥマク王国や、マタラム王国の外港であった。しかし、ジャワにオランダ東インド会社が進出してくると商業の中心は90キロメートル西にあるスマランに移り、ジュパラでの商業活動は衰退した。
カルティニの家系はジャワにおいてプリヤイと呼称される貴族の家系である。カルティニの祖父であるアディパティ・アリオ・チョンドロネゴ4世はクドゥス県やデマック県の知事（ブパティ、bupati）を務めていた。彼は積極的にオランダの生活様式を取り入れており、まだオランダ語の学校がなかった時代に、オランダから家庭教師を招き、自らの子供たちにオランダ語やオランダの生活を学ばせた。その後、カルティニの父を始めとする4人の子供たちは全員が知事となった。

### 幼少期からピンギタンまで
1880年または1881年、カルティニの父はジュパラ県の知事に昇任した。そのためカルティニは県都ジュパラにある広大な県知事邸（カブパテン、kabupaten）に移り住んだ。その後、カルティニは結婚するまでの23年間をジュパラの県知事邸で過ごした。
1885年、カルティニはジャバラにあるヨーロッパ人小学校 (Europeesche Lagere School) に入学した。ヨーロッパ人小学校はオランダ人の教育のために開校されたものであり、ジャワ人の女子が入学するのは異例の出来事だった。小学校のころのカルティニは、午前中は学校に行き、午後はクルアーンの読誦を学んだり、オランダ人の夫人から裁縫を教わった。カルティニはアラビア語の意味も分からないままに丸暗記するだけのクルアーンの読誦を嫌っていたという。
1892年、カルティニが13歳のとき、彼女はジャワの貴族の習慣であり、初潮を迎えた女子が結婚するときまで館を出ることを禁じられるというピンギタン（婚前閉居、pingitan）を父から命じられた。カルティニは進学を希望したが、彼女の父はそれを退けた。父は彼女にピンギタンを強いたが、彼女がオランダ語の勉強を続けることはいとわなかった。カルティニは館に閉じ込められている間、手に入る限りのオランダ語の書物や雑誌を読み、ヨーロッパ人の友人たちとの文通を行った。カルティニが16歳のとき、兄であるスラストリが結婚して家を出た。これによって家にいるきょうだいのなかではカルティニが最年長となった。伝統的な慣習では、カルティニの弟や妹は最年長である彼女に対して敬語を用いるといった作法を取らなければならなかったが、カルティニはそうした作法を撤廃した。ピンギタンが始まって5年すると、カルティニの友人たちの説得を受け入れた彼女の父によってピンギタンは緩和され、徐々に外出を許可されるようになった。

### ピンギタン解禁後
1898年5月2日にカルティニはピンギタンを解かれた。カルティニはスマランで行われたオランダのウィルヘルミナ女王の戴冠祝賀式に参列した。同年、カルティニはオランダで発行されている女性向け雑誌に文通相手を求める手紙を送り、アムステルダムに住むオランダ人女性であり、社会民主労働党の党員として活動していたエステレ・ゼーハンデラールと親交を結ぶこととなった。
カルティニは1900年頃から、オランダへ留学し、その後ジャワに戻って貴族の娘たちのために寄宿学校を設立することか、バタヴィアの医学校に通って医者になることを希望していた。1900年8月、カルティニは、ジュパラを訪れた植民地政府教育省長官であるアベンダノン夫妻と面会した。これによってカルティニとアベンダノン夫人との交友関係が始まった。1か月後、カルティニはバタヴィアに招かれた。そこでアベンダノンからバタヴィアの医学校に通うことの了承を得た。ジュパラに戻ったカルティニは父に医学校に通う許可を求めたが、父はこれに対して難色を示した。しかし、寄宿学校の教師になることには進んで賛成した。
1900年11月、アベンダノンはジャワの各県の知事に対して女子学校の設立の構想を示し、意見を募った。この中にはカルティニが希望していた「中等教育を終えた貴族階級女子のための寄宿舎付き高等学院」が含まれていた。しかし、この構想は各県のオランダ人理事官やジャワ人知事から強く反対され、翌年1901年の6月には頓挫した。そこでアベンダノンはカルティニのためにバタヴィアのヨーロッパ人学校で学べるように奨学金を確保したが、カルティニの父が反対したために入学は叶わなかった。
1902年、カルティニはジュパラを訪れたオランダの社会民主主義労働党の党首ファン・コルと会った。これによってカルティニとファン・コルとの交友が始まった。カルティニはファン・コルに対してオランダ留学の希望を伝えた。オランダで教育学を学び、ジャワに帰ってから女子寄宿学校を開くというカルティニの目標を聞いたファン・コルは、彼女のために学費をオランダ政府から支給させるよう努力すると請け負った。また、カルティニの父母を説得してオランダ留学の許可を出させた。オランダに帰ったファン・コルは下院においてカルティニのオランダ留学のための学費供与を求める演説を行った。これに対して植民地大臣のA・W・F・イデンブルフは特例として学費供与に同意した。
カルティニがオランダ行きの召喚状を待っていたところ、アベンダノン夫人がカルティニに対し、留学を思いとどまるよう説得しに訪れた。アベンダノンがこのように説得を行った理由について、スロト (1982)は、オランダ領東インドでの不行き届きや欠陥がカルティニを通してオランダ本国で広まることを懸念していたためであると推測している。カルティニは彼女の説得を受け入れ、1903年初め、オランダ留学を辞退した。カルティニがアベンダノン夫人の説得を受け入れて留学を辞退した理由についてスロト (1982)は、カルティニがアベンダノン夫妻を両親のように思っており、彼らを信じきっていたためであるほか、アベンダノン夫人が突然訪れたため説得に対する何の準備もできなかったためであるとしている。
1903年2月にはカルティニは病に倒れた。病は1か月いっぱい続き、その間、彼女は一通の手紙も出せなかった。3月になり体力が回復した彼女はすぐに活動を再開した。6月、カルティニはジュパラの県知事邸に近所の女子のための学校を開いた。これは県知事邸の裏に黒板と机、椅子を置いただけの私塾のようなものであったが、オランダ領東インド初のジャワ人女子学校であった。学校は週に4日、8時から12時まで開かれた。生徒は読み書きや手芸、料理の授業を受けた。こうしたカリキュラムは学校の教育課程にのっとったものではなく、カルティニ独自のものであった。

### 結婚
1903年7月、カルティニはレンバン県の知事であるジョヨアディニングラットから求婚を受けた。カルティニの父とジョヨアディニングラットは交友があったが、カルティニ自身は彼と一度も会ったことがなかった。求婚について父から伝えられ、3日間の熟考期間を与えられたカルティニは、3日後、以下の条件を提示した。
ジョヨアディニングラットはこれらの条件をすべて承諾した。11月8日、カルティニが24歳のときジョヨアディニングラットと結婚し、彼が知事を務めている土地であるレンバンに移住した。ジュパラの県知事邸でカルティニが開いていた学校は彼女の妹が継続した。
レンバンに移ったカルティニは、ジョヨアディニングラットの6人の子供たちの面倒を見る母親役に任じた。カルティニは子供たちに教育を施しており、アベンダノン夫妻宛てた手紙の中では「最初の私の生徒たち」であると記している。

### 出産と逝去

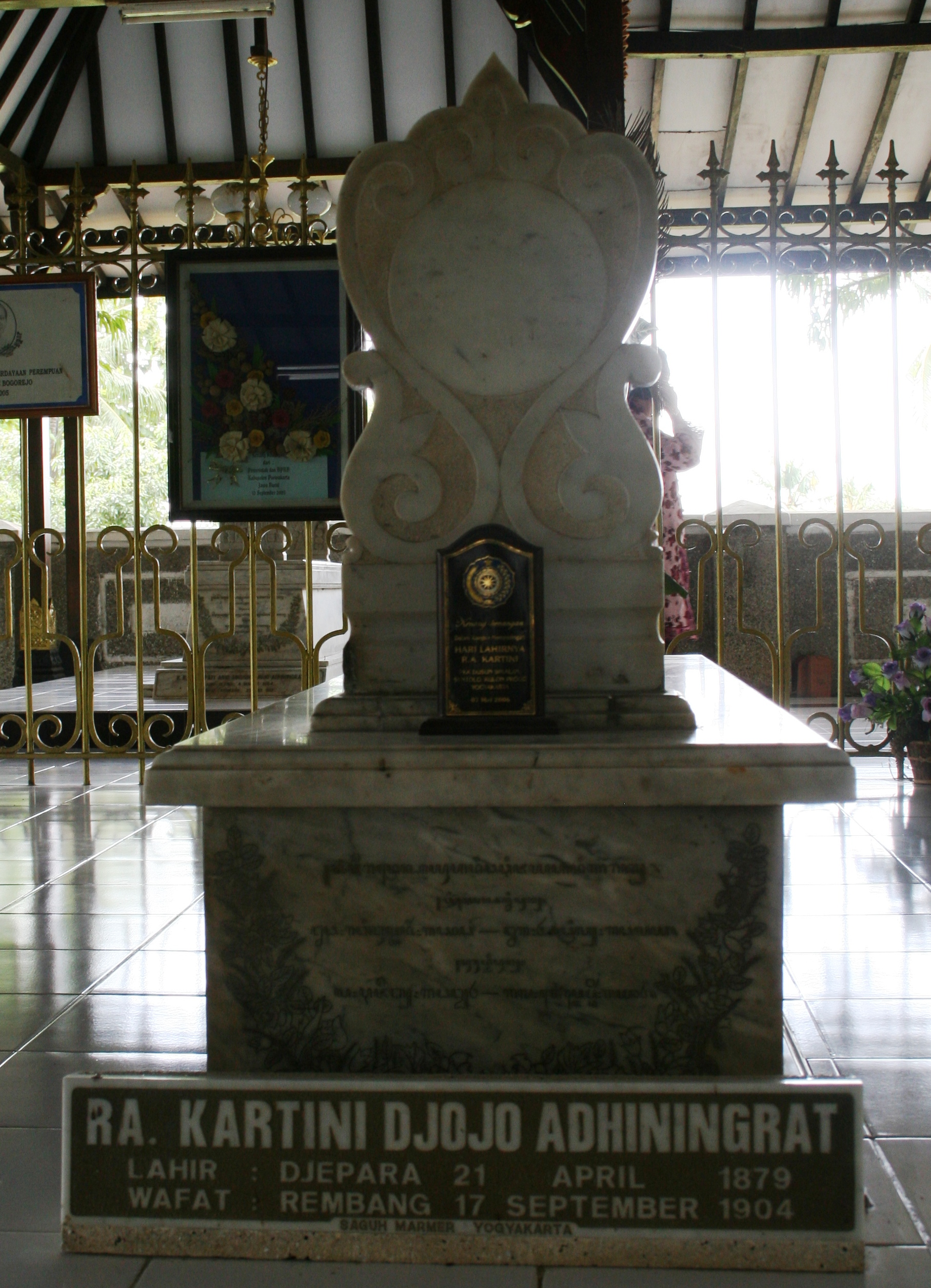
カルティニの墓

1904年3月6日にアベンダノン夫人に送った手紙において、カルティニは自らが妊娠したことを伝えた。9月13日、カルティニは男児を出産した。男児はシンギィと命名されたが、その後スサリットに改名された。出産から4日後である9月17日、カルティニは産褥熱によって25歳6か月で死去した。ジョヨアディニングラットはアベンダノンに宛てた手紙の中で以下のように記している。
カルティニの墓はレンバンから13マイル離れた街道筋に設けられ、墓にはカルティニの兄であるソスロカルトノによってジャワ文字で「カンジェン・ラデン・アユ・アディパティ・ジョヨアディニングラット、ジャワ暦1808年ラビウラキル月28日、西暦1879年4月21日生まれ、ジャワ暦1834年ラジャブ月7日、西暦1904年9月17日逝去」と記された。

### 没後

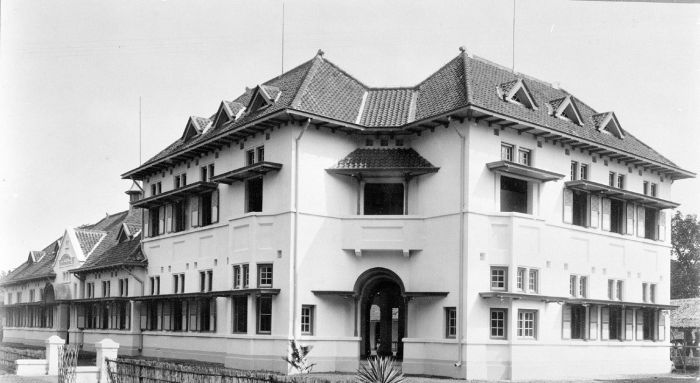
カルティニ学校。熱帯博物館より

カルティニの没後6年経った1911年、アベンダノンの編集によってオランダにおいてカルティニの書簡集が出版された。1913年6月にはオランダのハーグにおいて、ジャワの各地にカルティニ学校を設立することを目的として「カルティニ基金」委員会が設立された。「カルティニ基金」によってジャワにはカルティニ学校と名付けられた私立の女子学校が設立された。1920年にカルティニ学校を訪れた日本の文学者であり、日本で初めてカルティニの書簡を翻訳した加藤朝鳥によると、そこではプリヤイと呼ばれる貴族を対象として官吏の妻になる女性を育成するための料理や裁縫といった授業が行われていたという。

### インドネシア独立後

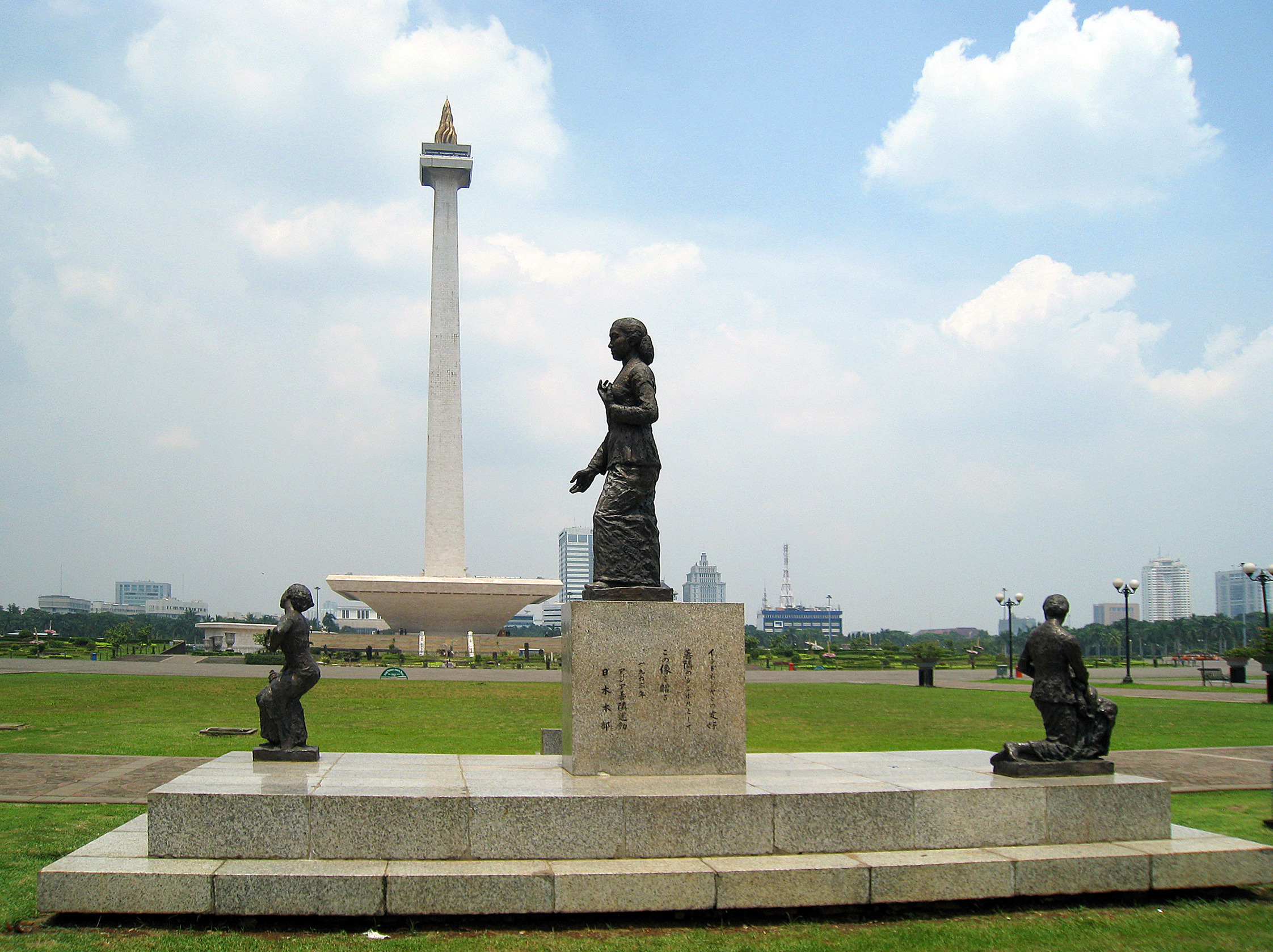
ムルデカ広場にあるカルティニ像

1963年には日本の秋田県知事などがインドネシアにカルティニの銅像を寄贈した。この銅像はジャカルタのムルデカ広場に設置されている。
カルティニは1964年5月2日に大統領決定108号によって国家独立英雄の称号を与えられた。式典にはカルティニの息子であるスサリットの孫など彼女の遺族が参列した。彼女の誕生日である4月21日は「カルティニの日」 (Hari Kartini) と呼ばれ、様々な行事が催されている。

## 書簡集
オランダでは1911年にアベンダノンの編集でカルティニの手紙を集めた書簡集が『Door Duisternis tot Licht』（『暗黒を越えて光明へ』または『闇を越えて光へ』）として出版された。書簡集には104通の手紙が収録された。年代別では1899年が4通、1900年が11通、1901年が19通、1902年が37通、1903年が25通、1904年が8通だった。収録された手紙はアベンダノン夫妻やファン・コル、ゼーハンデラールなどすべてオランダ人の友人に宛てられたものであり、同じインドネシア人やプリブミに宛てられた手紙は収録されていない。なかでもアベンダノン夫人宛の手紙が49通を占めていた。内容について土屋 (1991)は、アベンダノンによって恣意的に取捨選択が行われたのは間違いないとしている。
タイトルである『Door Duisternis tot Licht』はカルティニの書簡から引用されたものである。小林 (2018)は、このタイトルは闇の中にいるジャワから西洋教育によって光あふれる西洋文明の世界へと導かれるという理解を示しているとしており、書簡集には遅れたアジアを文明化された西洋人が導くというメッセージがあるとしている。

## 思想

### 女子教育について
カルティニは、植民地政府が取り組んでいないながらもジャワに必要不可欠であるものとして女子教育を挙げ、当時のジャワなどでは医療が遅れており、多くの妊婦や新生児が命を落としていたことを理由に、必須科目として保健・衛生学を設置することを提案していた。このほか、看護や救急処置法を重視していた。彼女はこうした科目を職業訓練に関連付けたコースとして学校に設置することを構想していたものの、1904年に死去したために実現させることはできなかった。女子教育について、カルティニはオランダの社会民主労働党の党首であったファン・コルの夫人に宛てた手紙の中で以下のように記している。

### 結婚について
カルティニは、当時のジャワ貴族の慣習であった多妻婚に反対しており、結婚を避けようとしていた。しかし、1903年には周囲の圧力に屈するかたちで既に3人の副妻がいたレンバンの知事と結婚することとなった。結婚式の際にはカルティニは当時の慣習であった、新婦が新郎に跪くという作法は行わないということや、夫に対して敬語を使わないということを条件として提示していた。スロト (1982)によると、カルティニにとってこれは夫婦が同等であるという証だったという。多妻婚の慣習について、カルティニは文通相手であるゼーハンデラールに宛てた手紙の中で以下のように記している。

## 人物

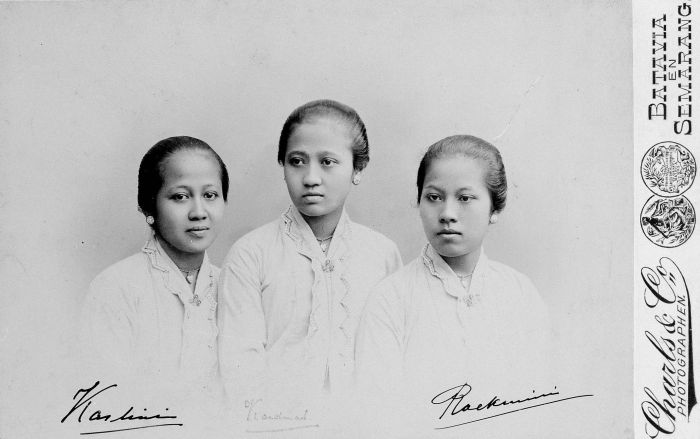
カルティニ（左）と2人の妹カルディナ（中央）とルクミニ（右）

カルティニは頭の回転が速く、運動神経に優れていた。また、陽気で機知に富んでおり、いたずら好きな面があった一方で、面倒見も良かったという。オランダ人女性のゼーハンデラールに宛てた手紙の中でカルティニは、幼少期はいつも飛んだり跳ねたりしていたため「野馬」というあだ名をつけられていたと綴っている。カルティニは幼いころから読書好きでもあった。ピンギタンに置かれていた彼女はジャワの文化や文学を始め、ヨーロッパの婦人運動や社会政治の動向など、手当たり次第に読んでいた。
カルティニは母を同じくする妹であるカルディナと、異母妹であるルクミニと強い絆で結ばれており、三姉妹は行動を共にしていた。カルティニが雑誌に投稿するときには「三姉妹」というペンネームを用いていた。

## 評価

### 国内での評価
オランダ領東インドでは早くから民族運動や女性運動の関係者がカルティニへの言及を始めた。オランダで出版された書簡集は1922年にマレー語訳が、続いてジャワ語やスンダ語に翻訳され、1938年にはインドネシア語版が出版された。これによってカルティニは植民地期から「女子教育の先駆者」や「民族意識覚醒の母」という評価を受けるようになった。
インドネシアの独立後、カルティニの評価は2人の作家によって始まった。ひとりはプラムディヤ・アナンタ・トゥールであった。共産党系の文化団体で指導的な地位にあったプラムディヤは、1962年に記した『私をカルティニとだけ呼びなさい』、または『私をカルティニとだけ呼んでください』において、カルティニをインドネシア民族史上、初めて土着の封建主義を閉じた人であり、インドネシア初の近代思想家であるとしている。
もうひとりはジャーナリストであったシティスマンダリ・スロト (Sitisoemandari Soeroto) であった。シティスマンダリは1977年に記した『カルティニ、ひとりの伝記』 (Kartini, Sebuah Biografi) において、カルティニを民族主義者であるとし、「ブディ・ウトモ創立よりはるか以前に民族主義を目覚めさせた最初のインドネシアの娘であると心から認めることが望まれる」と記している。また、オランダでの留学生組織である東インド協会がカルティニの民族主義を讃え、その後同協会から多くの民族運動指導者が輩出されたことを根拠として挙げている。小林 (2018)は、プラムディヤとシティスマンダリのカルティニの評価は、それぞれが理想とする人物像に近いものになっているとしている。
スハルト政権は、カルティニに女性の「モデル」としての役割を与え、カルティニが母であったことを強調するようになった。スハルト政権は女性に対して家庭と社会両方で活躍することを求める「二重役割 (peran ganda)」を示していた。スハルト政権の時代においてカルティニは主婦として家事をこなし、夫を助けるために社会的活動も行う女性へと仕立て上げられた。また、毎年4月21日の「カルティニの日」には全国的に多くの行事を催した。
また、スハルト政権時代には国家独立英雄にまつわる評伝が出版されるようになった。1982年には教育文化省からカルティニの評伝も出版された。この評伝の記述はプラムディヤとシティスマンダリの評伝に依っていた。1976年に発行された『インドネシア国史』においてはカルティニは女子教育のパイオニアとして小さく紹介された。『インドネシア国史』は2008年に改訂版が発行され、「女性・青年運動」という節において、カルティニに触発されたことによりインドネシアの女性運動が立ち上がったと述べられている。このように、インドネシアにおいて、カルティニは「女子教育の先駆者」として認識されている。しかし、カルティニが実際に教育活動に携わったのはわずかであり、1903年に近所の女の子に向けて行った私塾のような学校と、結婚先のレンバンでの教室のみであった。

### 国外での評価
1911年にオランダで出版されたカルティニの書簡集はただちにベストセラーになり、1912年末までに第三刷が発行されたという。カルティニの名はヨーロッパのアジア研究者によって言及された。そのひとりであるイギリスの経済学者のJ・S・ファーニヴァルは、1939年出版の著作においてカルティニを民族主義の先駆者と位置づけた。オランダ国内におけるカルティニの評価について小林 (2018)は、オランダ人は「原住民を覚醒させたオランダの教育の産物」というカルティニ像を作り出して名を広めていったとしている。
カルティニの書簡を日本語に初めて翻訳した加藤朝鳥は、1920年8月に発行された『爪哇日報』においてカルティニを「新しい女」「新思想家」であると記している。また、意に沿わない結婚を強いられたことへの同情を寄せている。日本占領時期のオランダ領東インドでは日本によって一方では若き女性闘士という、他方では良妻賢母的な女性という異なったカルティニ像が宣伝誌などで強調された。

## 家族

### 夫
カルティニは1903年11月8日にレンバン県の知事であるラデン・マス・アディパティ・アリオ・ジョヨアディニングラットと結婚した。ジョヨアディニングラットはオランダ式の高等学校を卒業したのち、オランダのヴァーヘニンゲンにある農業高等学校で学んでおり、教育を重視する近代的な考えを持つ知事だったという。ただし、スロト (1982)は、決して有能な知事ではなかったとしている。ジョヨアディニングラットは1人いた正妻であるスカルミラを亡くしていたが、新たな正妻としてカルティニと結婚した時点でムジィ、ムジィラ、スジィラという3人の副妻を持っていた。また、3人の副妻の間には6人の子供がおり、子供たちの教育は全てカルティニに任せられていた。ジョヨアディニングラットは1912年に死去した。

### 子供
カルティニはジョヨアディニングラットとの間に1人の男児をもうけた。男児はシンギィと名付けられたが後にスサリットに改名された。スサリットはレンバンのオランダ人官吏のもとで働いたのち、1929年から1942年にかけて警察当局で勤務した。オランダ領東インドが日本によって占領されると、彼は日本が組織した郷土防衛義勇軍に第一期として入隊して軍事訓練を受けた。日本が敗北し、インドネシアがオランダとの独立戦争を開始すると、スサリットはインドネシア共和国軍の少将としてゲリラ戦を指揮した。インドネシアの主権が承認されるとスサリットは軍務から退いてひっそりと暮らし、1962年3月17日に58歳で死去した。